# 让·德格罗
让·德格罗（法語：Jean Degros，1939年11月18日—），出生于佩康库尔，法国男子篮球运动员。他曾代表法国参加1960年夏季奥运会男子篮球比赛，最终获得第十名。